# Menno Snel
Menno Snel (Vleuten-De Meern, 29 oktober 1970) is een Nederlands voormalig politicus namens D66. Hij was van 26 oktober 2017 tot en met 18 december 2019 staatssecretaris van Financiën in het kabinet-Rutte III. Hij stapte op wegens de toeslagenaffaire.

## Loopbaan

### Opleiding en begin carrière
Menno Snel ging naar het Stedelijk Gymnasium Johan van Oldenbarnevelt in Amersfoort van 1982 tot 1988. Daarna studeerde hij van 1988 tot 1994 Algemene Economie aan de Rijksuniversiteit Groningen. Tijdens zijn studententijd was hij lid van studentenvereniging Albertus Magnus. Hij werkte na zijn studie eerst bij de bank MeesPierson en trad in 1995 in dienst bij het ministerie van Financiën, waar hij op zijn 33ste tot plaatsvervangend directeur-generaal fiscale zaken werd benoemd. Hierna stapte hij over naar de pensioenuitvoerder APG, waar hij van januari 2009 tot 1 oktober 2011 directeur strategie en beleid was. Van 1 oktober 2011 tot 2016 werkte Snel in Washington D.C. als bewindvoerder van het Internationaal Monetair Fonds (IMF) en sinds 1 september 2016 was hij werkzaam voor de Nederlandse Waterschapsbank, waar hij voorzitter van de raad van bestuur werd.

### Politiek
Vanaf 26 oktober 2017 was Snel staatssecretaris van Financiën in het op die dag aangetreden kabinet-Rutte III. Hij werd voor deze functie gevraagd door Wouter Koolmees, met wie hij samenwerkte bij het ministerie van Financiën. Pas kort voor zijn aanstelling werd hij lid van D66.
Een van zijn hoofdtaken was het verder reorganiseren van de Nederlandse Belastingdienst. In 2017 bracht hij onder meer de wet voor de geleidelijke uitfasering van de Wet-Hillen tot stand.
De Tweede Kamer zat hem in 2019 dicht op de huid, omdat de belastingdienst minimaal honderden gezinnen onrechtmatig beticht had van fraude bij de aanvraag van kinderopvangtoeslag; de zogenaamde toeslagenaffaire. Ouders werden door de Belastingdienst verplicht tot het terugbetalen van bedragen van soms tienduizenden euro's, waardoor velen in financiële problemen geraakten. De staatssecretaris noemde tijdens een Tweede Kamerdebat op 4 december 2019 het optreden van de Belastingdienst "schandelijk". In de dagen na dit debat ontstond in de Tweede Kamer de indruk dat de Belastingdienst niet geleerd had van de gemaakte fouten en dat Snel geen bijdrage meer kon leveren aan de oplossing van het probleem. Daarom kondigde hij aan het begin van een vervolgdebat op 18 december 2019 zijn aftreden aan als staatssecretaris. Het ontslag werd hem op diezelfde dag door de koning verleend. Elf maanden later, op 25 november 2020, werd hij gehoord door de Parlementaire ondervragingscommissie Kinderopvangtoeslag.

### Na de politiek
Het landelijk bestuur van D66 stelde Snel per 1 juli 2020 aan als (onbezoldigd) voorzitter van het bestuur van de Mr. Hans van Mierlo Stichting, het wetenschappelijk bureau van D66.
Per 1 september 2020 is hij als nieuw lid toegetreden tot het bestuur van het ABP, namens de overheidswerkgevers: Rijk, defensie, de politie en de rechterlijke macht. Per 1 september 2020 is hij ook aangesteld als voorzitter van de Raad van Commissarissen van Nationale Hypotheek Garantie (NHG). Hij is sinds 1 november 2020 president-commissaris bij scheepsbouwer Koninklijke IHC.
Sinds 1 juni 2021 is Snel voorzitter van de Nederlandse Olie en Gas Exploratie en Productie Associatie (NOGEPA), de branchevereniging van de olie- en gasindustrie in Nederland. Op 7 juli 2021 legde hij zijn functie binnen het ABP neer, na kritiek wegens mogelijke belangenverstrengeling met zijn functie bij NOGEPA. In 2022 droeg minister Kaag (D66) hem namens het kabinet voor, voor de functie van directeur van het Europees Stabiliteitsmechanisme (ESM). Hij viel af in de eerste stemronde en trok zich terug als kandidaat. Op 6 maart 2024 is Menno Snel benoemd als Lid, en tevens voorzitter, van de Raad van advies van het Centraal Bureau voor de Statistiek.

## Persoonlijk
Snel is getrouwd en heeft twee dochters. Hij woont in Den Haag.
- Parlement.com: vkip9o95ouno
- Virtual International Authority File: 2871151247986744270005